# Berrington (Northumberland)
Berrington – wieś w Anglii, w hrabstwie Northumberland. Leży 83 km na północ od miasta Newcastle upon Tyne i 480 km na północ od Londynu.